# Stempel głęboki (numizmatyka)
Stempel głęboki – w numizmatyce określenie odnoszące się do bicia monety w celu osiągnięcia efektu znaczących wypukłości elementów rysunku względem tła monety. Efekt ten uzyskiwany jest zarówno poprzez odpowiednie przygotowanie stempla menniczego jak i zwiększony nacisk prasy menniczej podczas procesu bicia. Skutkiem ubocznym bicia monet stemplem głębokim jest dużo szybszy proces zużywania się stempli menniczych. Niekiedy osiągnięcie efektu stempla głębokiego wymaga kilkukrotnego uderzania prasy w krążek menniczy.
Określenie stempel głęboki używane jest zazwyczaj jako alternatywa dla stempla płytkiego, w celu podkreślenia różnic w wypukłościach rysunków monet.